# Kto wiatr sieje (film)
Kto wiatr sieje (ang. Seeds of Yesterday) – amerykański dramat z 2015 roku w reżyserii Shawna Ku, powstały na podstawie powieści pod tym samym tytułem z 1984 roku autorstwa V.C. Andrews. Wyprodukowany przez wytwórnię Lifetime Pictures. Kontynuacje filmów Kwiaty na poddaszu (2014), Płatki na wietrze (2014) oraz A jeśli ciernie (2015).

## Opis fabuły
Akcja filmu rozgrywa się trzynaście lat po wydarzeniach z filmu A jeśli ciernie. Bart (James Maslow) obchodzi dwudzieste piąte urodziny. Jako spadkobierca swojej babki Corrine przejmuje Foxworth Hall, gdzie teraz zaprasza całą rodzinę na urodzinowe przyjęcia. Cathy (Rachael Carpani) i Chrisowi (Jason Lewis) posiadłość przypomina o koszmarach z dzieciństwa, jednak wracają tam dla Barta. Do domu przybywa także Jory z żoną Melodie oraz Cindy – adoptowana córka Chrisa i Cathy. Wszyscy chcą uczcić Barta, lecz nie wiedzą, że mężczyzna skrywa pewną tajemnicę.

## Obsada
- Rachael Carpani jako Catherine Dollanganger
- James Maslow jako Bart Foxworth
- Jason Lewis jako Christopher Dollanganger
- Sammi Hanratty jako Cindy Sheffield
- Anthony Konechny jako Jory Marquet
- Leah Gibson jako Melodie Marquet
- Nikohl Boosheri jako Toni
- Andrew Herr jako Lance